# Xã King, Quận Oregon, Missouri
Xã King (tiếng Anh: King Township) là một xã thuộc quận Oregon, tiểu bang Missouri, Hoa Kỳ. Năm 2010, dân số của xã này là 80 người.